# Шарапово (Рамешковский район)
Шарапово — деревня в Рамешковском районе Тверской области.

## География
Находится в восточной части Тверской области на расстоянии приблизительно 12 км на север от районного центра поселка Рамешки.

## История
Основана во времена Столыпинской реформы (1907—1912). В советское время работали колхозы «Новь» и совхоз «Горский». В 2001 году в деревне 2 дома постоянных жителей и 10 — собственность наследников и дачников. До 2021 входила в сельское поселение Некрасово Рамешковского района до их упразднения.

## Население
Численность населения: 27 человек (1936 год), 9 (1989), 5 (русские 100 %) в 2002 году, 8 в 2010.